# Fissicera spicata
Fissicera spicata är en fjärilsart som beskrevs av Shaffer 1978. Fissicera spicata ingår i släktet Fissicera och familjen mott. Inga underarter finns listade i Catalogue of Life.